# Saturnino de Cagliari
São Saturnino de Cagliari (italiano: San Saturnino, Saturno) é venerado como o padroeiro de Cagliari. Segundo a tradição cristã, Saturnino foi um mártir local – isto é, foi morto em Cagliari por ordem do governador Bárbaro. A lenda afirma que ele foi decapitado por se recusar a oferecer sacrifícios a Júpiter durante as perseguições aos cristãos por Diocleciano.
No entanto, alguns estudiosos determinaram que esta tradição foi inventada séculos depois do suposto martírio, e que a lenda foi inventada a posteriori para anexar uma história ao nome a quem a antiga basílica local foi dedicada. Mas o nome do santo na língua sarda, "Santu Sadurru" (São Saturno) sugere que realmente houve o martírio de Saturno, um jovem cristão pelos pagãos e o santo foi enterrado exatamente onde a antiga igreja foi erguida.
São Saturnino foi tão confundido com Saturnino de Toulouse (Sernin). "Saturninus" era o nome de vários outros mártires, incluindo alguns pertencentes ao grupo dos Mártires de Abitina, e os estreitos laços comerciais e comunicações entre o Norte de África e Cagliari podem ter resultado no culto de um santo norte-africano que se tornou ligado a este sardo. localização.
Scelse tale luogo perché si trovava, allora, lontano dal rumore della città di Cagliari
A Passio Sancti Saturnini Martyris é o documento mais confiável e antigo que narra a história do santo. Foi escrito pelos monges Vittorini da basílica de San Saturnino em Cagliari nos primeiros trinta anos do século XII, com base em textos mais antigos. A Passio, que nos chegou através de uma cópia do século XV, conta que o jovem Saturnino foi jugulatus, ou seja, teve a garganta cortada, em 30 de outubro de 304, aos 19 anos, 5 meses e 8 dias.

## Culto
Em 12 de outubro de 1621 as relíquias do santo foram encontradas e transferidas para a cripta da catedral de Cagliari, santuário dos Mártires, onde ainda se encontram; nessa ocasião, o arcebispo de Esquivel, francisco d'esquivel mudou a data do martírio, e portanto da festa, de São Saturnino para 30 de outubro. É preciso dizer, porém, que as relíquias encontradas em 1621 devem ser consideradas falsas ou que não fazem senido, fruto de uma luta interna pela afirmação da supremacia da Igreja de Cagliari sobre a de Turris ou Torres (Porto Torres-Sassari). Assim, a descoberta de algumas partes de uma laje com a menção do nome de São Saturnino perto de um sarcófago, na área do cemitério que ficava ao redor da basílica, tornou-se a descoberta das relíquias do santo.
Por volta de 750, durante a dominação lombarda, as relíquias foram trazidas em parte para Pavia (onde são veneradas no interior da basílica de San Michele Maggiore ) e em parte para Milão, muito provavelmente com a escrita original da Passio, para salvá-las das incursões. ou, também neste caso, para aumentar o prestígio daquela diocese. A padroeira de Cagliari foi venerada em Milão durante vários séculos, entre o século VIII (ou seja, este século marca o fim da Antiguidade Clássica e o início da Idade Média) e além de 1700. O Liber Notitiae Sanctorum Mediolani, obra de 1289 atribuída a Goffredo da Bussero, ele o menciona, em De Saturnino Martyre Calaritano, que os seus restos mortais foram guardados na antiga igreja dedicada a São Martinho e depois transferidos para San Vittore al Corpo e que as funções religiosas eram regularmente realizada em sua homenagem. A notícia da presença dos restos mortais do mártir Saturnino na igreja de San Vittore também é confirmada pelo conde Galeazzo Gualdo em seu livro de 1566 Relazione della città e stato di Milano. Uma imagem de São Saturnino de Cagliari está representada na abóbada da nave central da igreja de San Vittore, e uma estátua de São Saturnino, padroeiro de Cagliari, é encontrada em uma torre da catedral de Milão (G23 lado sul). Há notícias do reconhecimento em Milão das relíquias do santo realizado por São Carlos Borromeu. O último reconhecimento foi realizado por cartão. Shuster no ano de 1941.

### Edifícios religiosos dedicados a San Saturnino de Cagliari
São Saturnino (santu Sadurru, na língua sarda) é venerado sobretudo em Cagliari, na igreja que lhe é dedicada e na catedral. Aqui és dedicada uma capela na cripta, onde se encontram as relíquias (que, como vimos, muito provavelmente pertencem a outra pessoa) e uma estátua que o representa. Também na Catedral, outra estátua representando o mártir, tradicionalmente atribuída a Giuseppe Antonio Lonis, mas provavelmente do século XVII, está exposta no altar de Sant'Isidoro que no caso é mais conhecido na sardenha por isso. É também recordado, com uma importante cerimónia litúrgica em língua sarda na igreja paroquial que lhe é dedicada, no dia 30 de outubro de cada ano na localidade de Isili.
A devoção ao mártir de Cagliari espalhou-se por vários pontos da ilha e não somene conhecido na capial da sardenha, como evidenciam os vários locais de culto que lhe foram dedicados, bem como a basílica cristã primitiva de Cagliari:
- a igreja de San Saturno, em Ussana.
- a igreja de San Saturno (já não existente), a primeira igreja paroquial de Sinnai.
- a igreja paroquial de San Saturnino, em Isili.
- o santuário da Madonna delle Grazie, em Iglesias, originalmente dedicado a São Saturno, onde se guarda uma pintura do século XVIII representando o santo.
- a igreja de San Saturno, em Oristano.
- a igreja de San Saturnino di Usolvisi, em Bultei - Benetutti.
- a igreja de San Saturnino di Musidanu (Santu Sadurinu), da qual restam poucas ruínas na zona rural de Padria.
- Ruínas de igrejas dedicadas ao santo são encontradas perto de Arixi e Mandas.

## Leituras adicionais
- Coroneo, Roberto (1993). Architettura Romanica dalla metà del Mille al primo '300. [S.l.]: Ilisso. ISBN 88-85098-24-X
- Tola, Pasquale (1837). Dizionario biografico degli uomini illustri di Sardegna. [S.l.: s.n.]